# 소코트라주
소코트라주(아랍어: أرخبيل سقطرى)는 예멘의 주 가운데 하나로 주도는 하디부이며 인구는 44,120명(2004년 기준)이다. 소코트라섬과 인근에 위치한 섬들을 관할한다. 2013년 12월 하드라마우트주에서 분리되어 신설되었다.